# Guglielmo III di Weimar
Guglielmo III di Weimar (... – 16 aprile 1039) fu conte di Weimar dal 1003, conte di Eichsfeld dal 1022 e margravio di Turingia (Wilhelmi Thuringorum pretor).

## Biografia
Era il figlio più giovane del conte di Weimar Guglielmo II, alla morte del quale divenne conte di Weimar e in seguito ottenne anche il titolo comitale di Eichsfeld. Inoltre, fu talvolta incaricato della gestione della castellania di Meißen. Nel 1017 entrò in conflitto con il conte di Querfurt Gebardo e il contenzioso venne risolto da un arbitrato tenuto ad Allstedt da Enrico II il Santo. Sotto Guglielmo, il potere della casa di Weimar raggiunse il suo apice in Turingia, fatto che fu in parte facilitato dalla frammentazione dei possedimenti dei loro rivali Eccardini.

## Matrimoni e figli
Guglielmo III si sposò due volte. Dalla prima moglie Berta non ebbe figli, mentre dalla seconda moglie Oda, presumibilmente figlia del margravio di Lusazia Tietmaro II, ebbe:
- Guglielmo IV († 1062) margravio di Meißen dal 1046;
- Ottone I († 1067) conte di Orlamünde;
- Poppone († dopo il 1046);
- Aribo († 1070, assassinato).